# Euphorbia corymbosa
Euphorbia corymbosa ist eine Pflanzenart aus der Gattung Wolfsmilch (Euphorbia) in der Familie der Wolfsmilchgewächse (Euphorbiaceae).

## Beschreibung
Die sukkulente Euphorbia corymbosa wächst als viel verzweigter, zweihäusiger Kleinstrauch und wird bis 30 Zentimeter hoch oder höher. Die gegenständig angeordneten Triebe werden bis etwa 4 Millimeter dick. Die nur wenig entwickelten Blätter sind sehr kurzlebig.
Es werden viele endständige Cymen ausgebildet. Sie sind 2-fach gegabelt, nahezu sitzend und stehen in dichten Büscheln. Die spateligen Brakteen werden bis 2 Millimeter lang. Die Cyathien erreichen 2,5 Millimeter im Durchmesser und die länglichen Nektardrüsen berühren sich. Über die Frucht und den Samen ist nichts bekannt.

## Verbreitung und Systematik
Euphorbia corymbosa ist in der südafrikanischen Provinz Ostkap verbreitet. Die Pflanzen sind nur vom Typstandort bekannt.
Euphorbia corymbosa gehört zur Sektion Articulofruticosae der Untergattung Chamaesyce. Die Erstbeschreibung der Art erfolgte 1915 durch Nicholas Edward Brown. Ein nomenklatorisches Synonym zu dieser Art ist Tirucallia corymbosa (N.E.Br.) P.V.Heath (1996).